# مرجان خیزرانی
مرجان خیزرانی(نام علمی: Isididae) نام یک تیره از راسته مرجان نرم است.